# Domaine musical
 (mars 2023).
Si vous disposez d'ouvrages ou d'articles de référence ou si vous connaissez des sites web de qualité traitant du thème abordé ici, merci de compléter l'article en donnant les références utiles à sa vérifiabilité et en les liant à la section « Notes et références ».
Pour les articles homonymes, voir Domaine.

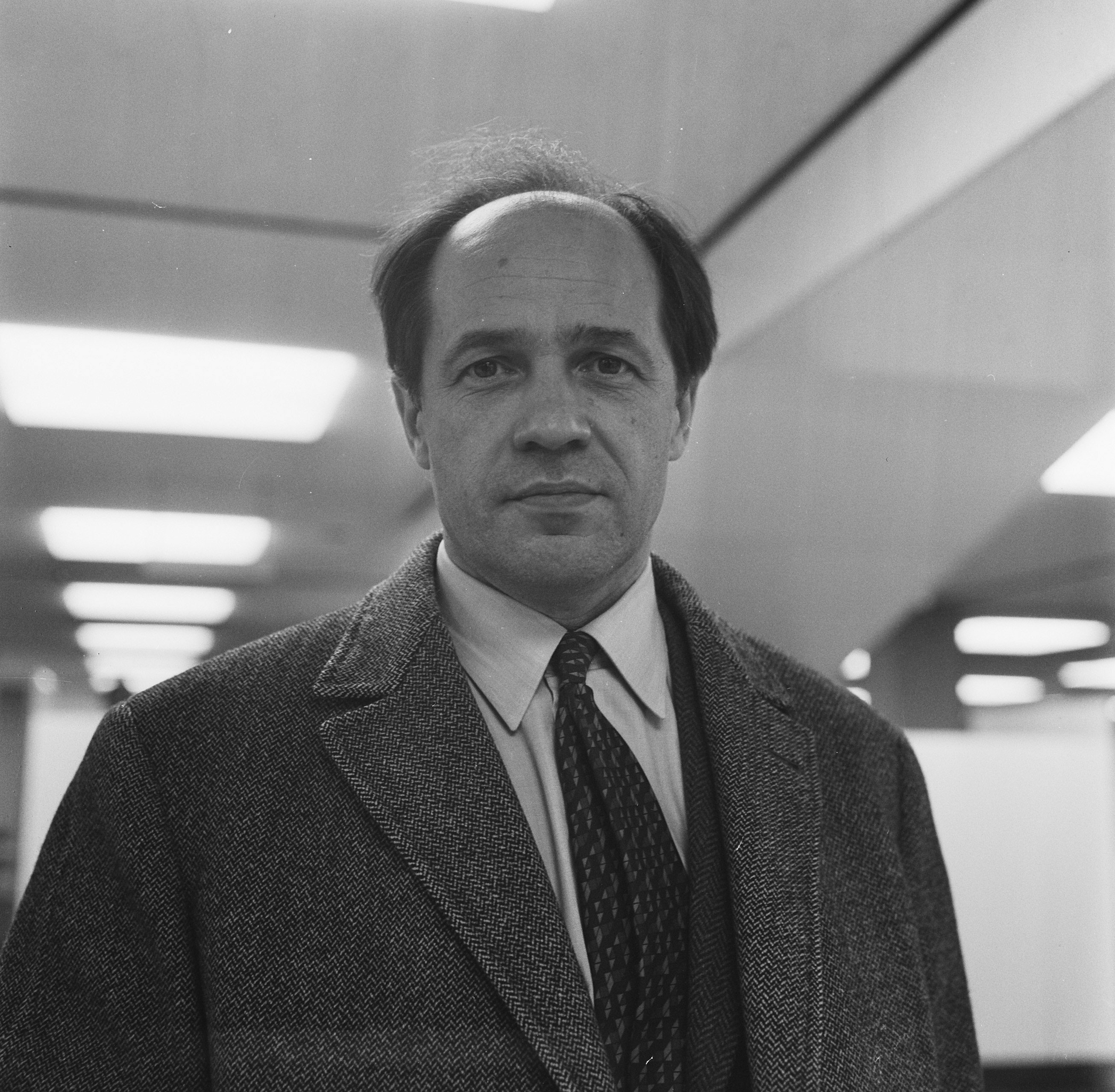
Pierre Boulez.

Le Domaine musical est une société de concerts fondée en 1954 à Paris par Pierre Boulez avec le concours du chef d’orchestre Hermann Scherchen, de l'acteur Jean-Louis Barrault , du musicologue d’origine russe Pierre Souvtchinsky (en) et de la mécène Suzanne Tézenas.
Le Domaine musical a pour répertoire la musique préclassique et la musique d'avant-garde. Il est dissous en 1973. 
Les concerts ont lieu d’abord au Théâtre Marigny (Salle du petit Marigny, aujourd'hui Salle Popesco), puis à la Salle Gaveau et au Théâtre de l'Odéon. Le 13 janvier 1954, le premier concert du Domaine musical (œuvres de Bach, Stravinsky, Webern, Nono, Stockhausen) est dirigé par Hermann Scherchen, plus tard Pierre Boulez devient chef d’orchestre principal, Gilbert Amy lui succédant à partir de 1967.
Le répertoire du Domaine musical comporte les premières saisons de la musique ancienne (de Guillaume de Machaut et Guillaume Dufay jusqu’à Jean-Sébastien Bach ; les œuvres de Mozart et Beethoven sont très rarement jouées). Puis au fil des années l'essentiel de la musique présentée se fixe sur les œuvres du XXe siècle (Claude Debussy, Arnold Schoenberg, Igor Stravinsky, Olivier Messiaen...) et la musique d'avant-garde comme le précise Pierre Boulez dans son objectif initial :« créer des concerts pour qu'une communication se rétablisse entre les compositeurs de notre temps et le public intéressé à la promotion de son époque ». L'aspect didactique est revendiqué à travers le choix des œuvres selon une conception linéaire de l'histoire de la musique afin de mettre en évidence ce qui dans la musique du passé entre en résonance avec la musique d'aujourd'hui par des rapports et des filiations possibles. Sur les trente-huit compositeurs programmés entre 1954 et 1973, six d'entre eux sont joués plus de cinq fois : Stockhausen, Boulez, Henri Pousseur, Luciano Berio, Maurizio Kagel et André Boucourechliev.
Il est à noter qu’aucune œuvre de Boulez n’a été créée dans le cadre de ces concerts. Parmi les interprètes : Claude Helffer, Yvonne Loriod, Marcelle Mercenier.
Le Domaine musical a eu beaucoup d’influence sur les ensembles de musique contemporaine des années suivantes.